# Guido Reybrouck
Guido Reybrouck (ur. 25 grudnia 1941 w Brugii) – były belgijski kolarz szosowy, mistrz Belgii w tej dyscyplinie z 1966 roku. Guido rozpoczął swoją profesjonalną karierę w 1964 roku wówczas występował w zespole Flandria. Największym sukcesem Guido było odniesienie 13 zwycięstw etapowych tzw. „Wielkich Tourach” (6 w Tour de France, 4 w Vuelta Espana oraz 3 w Giro d’Italia), a także trzykrotne zwycięstwo w klasyfikacji generalnej wyścigu Paryż-Tours.
Do zakończenia swojej kariery zawodowej w 1973 roku, Guido Reybrouck odniósł 39 etapowych zwycięstw we wszystkich wyścigach w których brał udział.

## Sukcesy
- Zwycięzca wyścigu Paryż-Tours 1964
- wygranie 6 oraz 10 etapu Tour de France 1965
- Mistrz Belgii w kolarstwie szosowym 1966
- wygranie 2 etapu Tour de France 1966
- Zwycięzca wyścigu Paryż-Tours 1966
- wygranie 4 oraz 9 etapu Tour de France 1967
- wygranie 1 etapu Vuelta Espana 1967
- Zwycięzca wyścigu Paryż-Tours 1968
- wygranie 3, 11 oraz 22 Giro d’Italia 1968
- wygranie 13 etapu Tour de France 1969
- wygranie 4, 8 oraz 10 etapu Vuelta Espana 1970
- wygranie klasyfikacji punktowej Vuelta Espana 1970